# Montughi

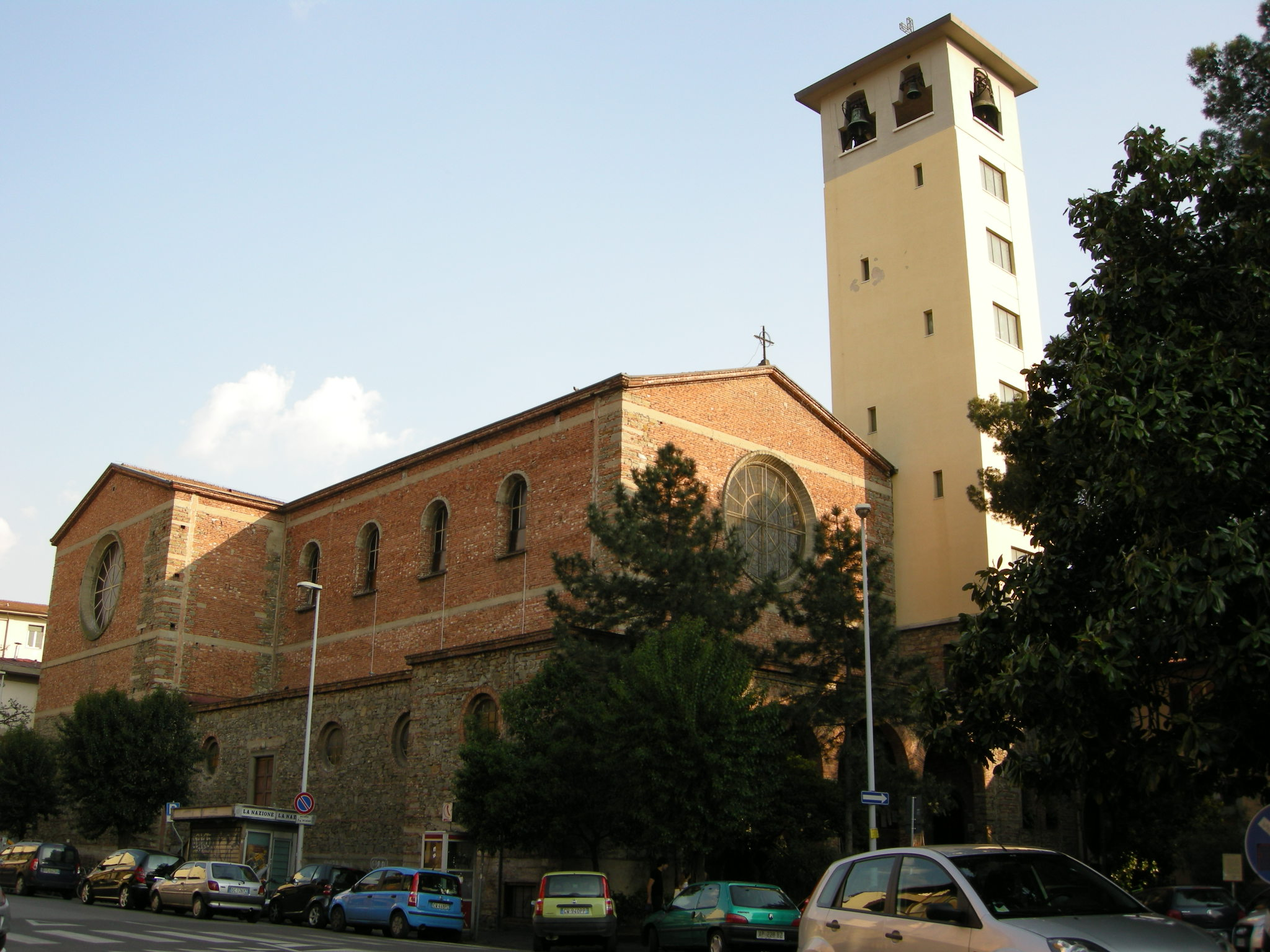
Chiesa dell'Immacolata

Montughi è un colle della città di Firenze, a ridosso del centro verso nord. Montughi significa "Monte degli Ughi" o "Mons Ugonis", deriva dal nome della famiglia Ughi, che ebbe qui la residenza col suo capostipite Ugo II (od Ugone), marchese di Toscana.

## Storia
Fino al 1292 gli Ughi ebbero cariche politiche, poi svolsero professioni giuridiche. Alamanno Ughi divenne marchese nel 1782 e, dopo le nozze di Minerva Ughi e Orlando Lorenzi, la famiglia si estinse.
In origine Montughi era il colle dove c'è la chiesa di San Martino, poi il nome fu dato anche alla zona in cui si trova il Convento dei Cappuccini e la chiesa di San Francesco.
(Dante Alighieri, Paradiso canto XVI, 88-90)
Montughi era servita dall'estesa rete tranviaria di Firenze, completamente smantellata entro il 1958, grazie al passaggio delle tranvie per La Lastra prima e per Trespiano poi, e da quella per il Pellegrino. Sempre in Via Vittorio Emanuele si attestava anche la linea 4 nero (Via Vittorio Emanuele-Via Dante da Castiglione) che dal 1927 aveva preso il posto della 2 nero (Piazza Signoria-via Vittorio Emanuele).

## Altre immagini

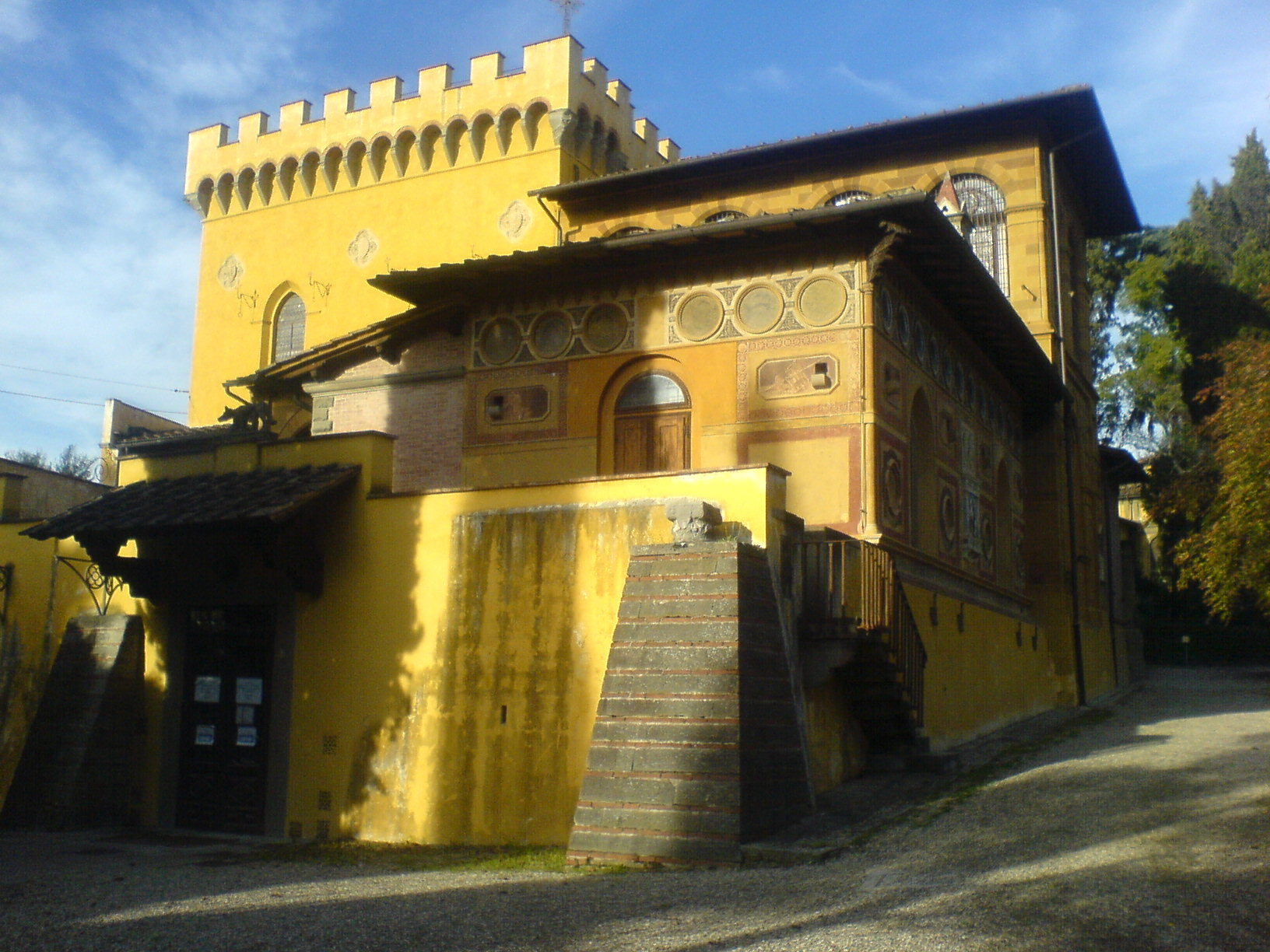
Museo Stibbert
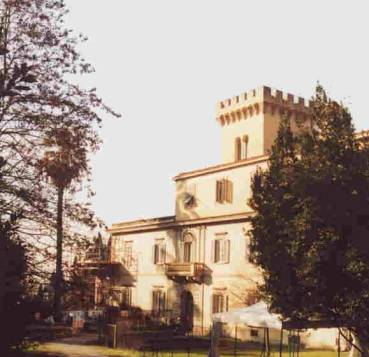
Villa Fabbricotti
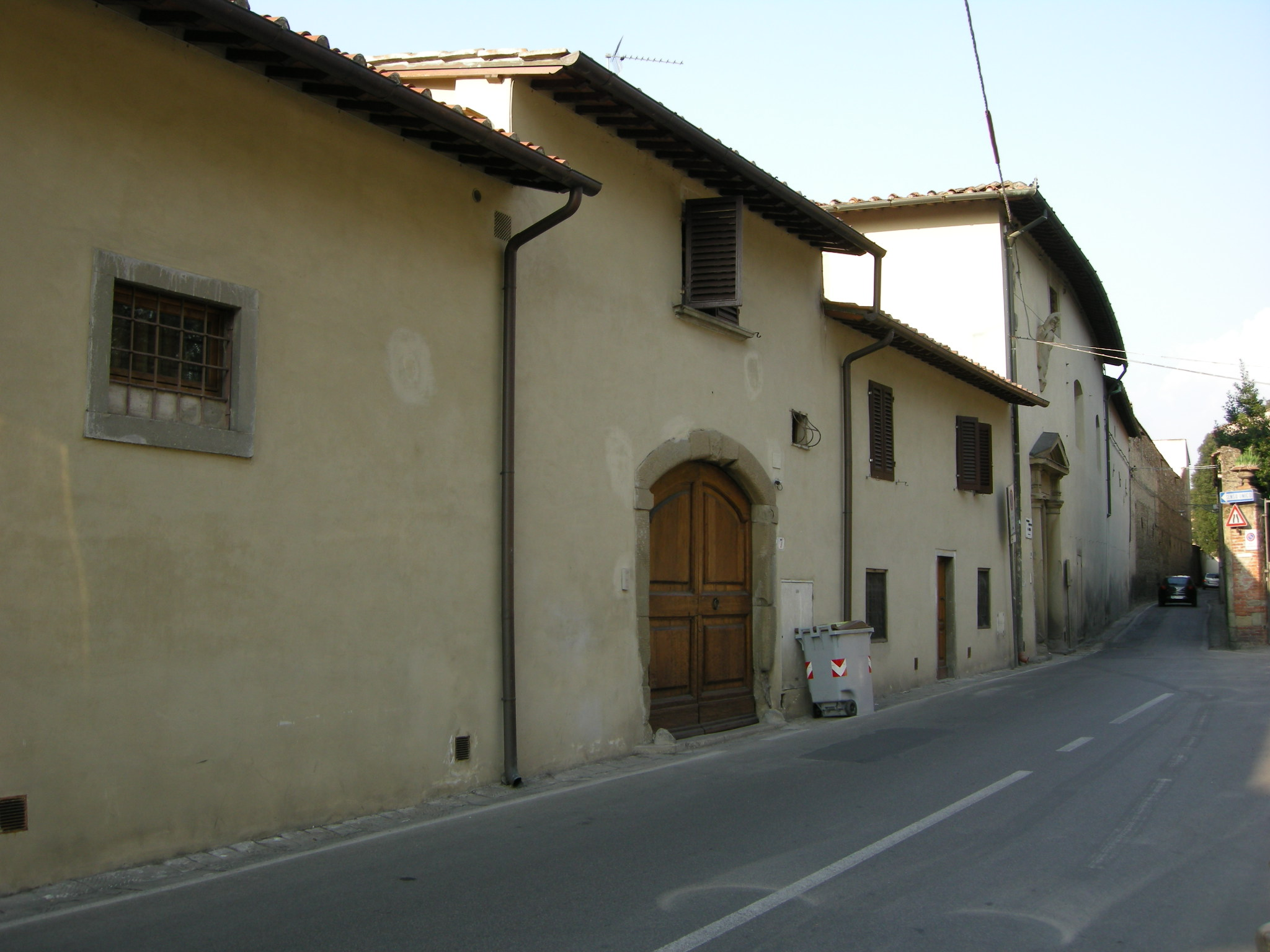
Monastero di Santa Marta
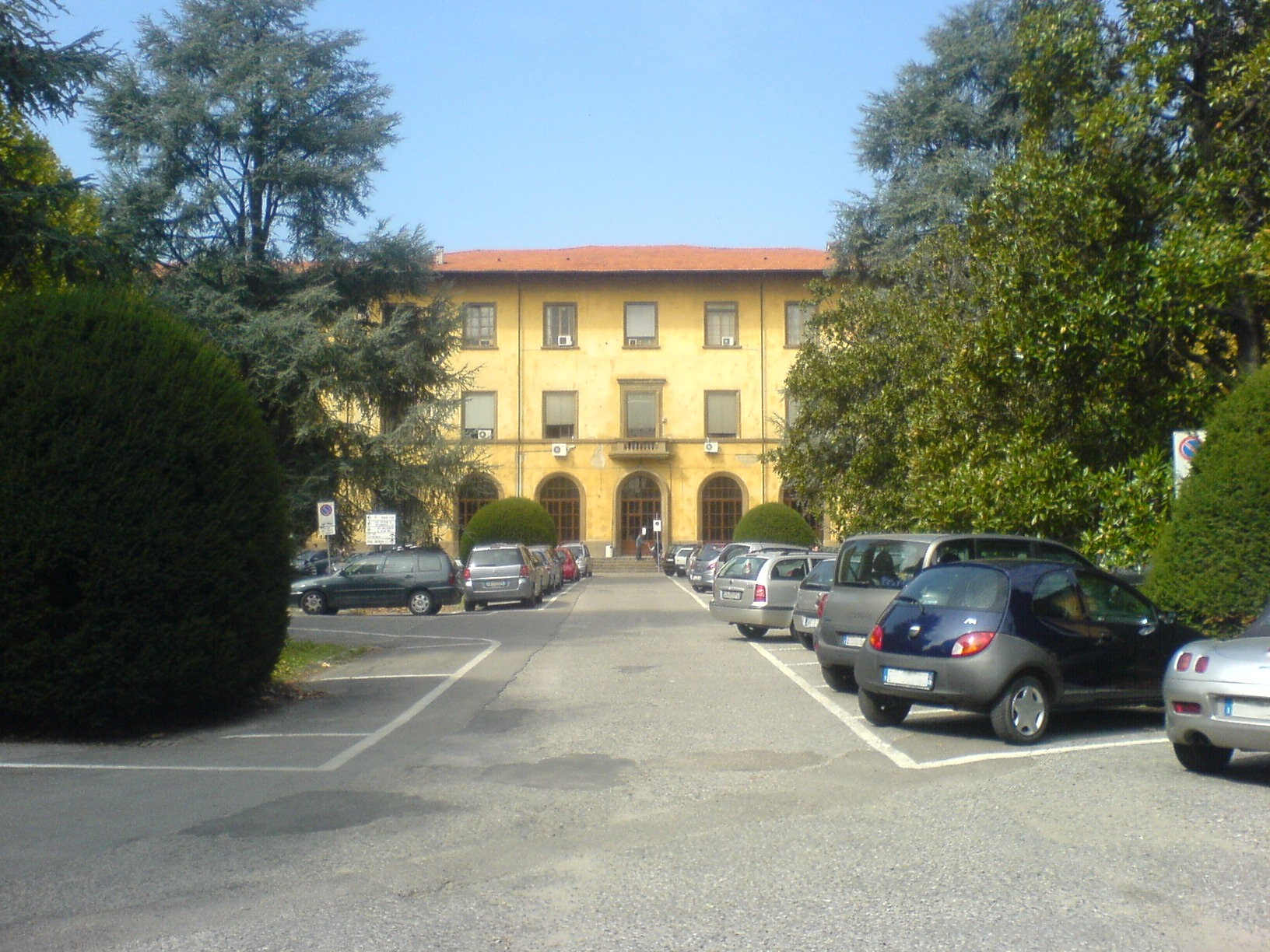
Facoltà di Ingegneria